# Балгожа Жанбуршин
Балгожа Жанбуршин, Балгожа-бий (каз. Балқожа Жаңбыршин, Балғожа Жаңбыршыұлы) (конец XVIII века — 1860, современный Костанайский район Костанайской области Казахстана) — казахский бий, дед Ибрая Алтынсарина.

## Биография
Балгожа Жанбуршин происходит из подрода алтыбас рода узун казахского племени кипчак, входящего в Средний жуз. В дальнейшем Балгожа стал бием — предводителем данного рода.
Находился на казачьей службе Российской империи в Оренбургском генерал-губернаторстве. В 1839 году получил звание хорунжего, в 1848 — сотника; с 1850 года — войсковой старшина. За усердие в службе получил от царского правительства золотую медаль и ценные подарки (два именных револьвера и двуствольное ружье).
Участвовал в подавлении национально-освободительного восстания под руководством Кенесары Касымова. После гибели сына Алтынсары от рук повстанцев в 1844 году взял на воспитание внука Ибрая, будущего видного педагога и просветителя.
Умер после 70 лет.

## Семья
Брат:
- Канкожа Жанбыршин

Сыновья:
- Косжан: внуки Оспан, Омар и Нугман.
- Алтынсары (ум. 1844): внук Ибрай[4]

Потомками Балгожи Жанбуршина со стороны сына Косжана являются учёный Шабден Балгожин и поэтесса Мариям Хакимжанова.

## Упоминания
Ибрай Алтынсарин включил текст письма Балгожи к сыну в свою «Казахскую хрестоматию» («Қазақ хрестоматиясы»).